# Amphoe Kut Rang
Amphoe Kut Rang (thaï : กุดรัง) est un amphoe de la province de Maha Sarakham.